# Pogonistes
Pogonistes is een geslacht van kevers uit de familie van de loopkevers (Carabidae). De wetenschappelijke naam van het geslacht is voor het eerst geldig gepubliceerd in 1871 door Chaudoir.

## Soorten
Het geslacht Pogonistes omvat de volgende soorten:
- Pogonistes angustus (Gebler, 1829)
- Pogonistes chinensis Habu, 1986
- Pogonistes convexicollis Chaudoir, 1871
- Pogonistes gracilis Dejean, 1828
- Pogonistes grinevi Lutshnik, 1935
- Pogonistes liliputanus Apfelbeck, 1904
- Pogonistes rufoaeneus Dejean, 1828
- Pogonistes testaceus Dejean, 1828